# Appendicula malindangensis
Appendicula malindangensis är en orkidéart som först beskrevs av Oakes Ames, och fick sitt nu gällande namn av Rudolf Schlechter. Appendicula malindangensis ingår i släktet Appendicula och familjen orkidéer.
Artens utbredningsområde är Filippinerna. Inga underarter finns listade i Catalogue of Life.